# Harvard Of The South
Harvard of the South - супергруппа, исполняющая альтернативный рок, выпустившая первую пластинку и сыгравшая первые концерты в 2014 году. Является результатом многолетней дружбы и сотрудничества музыкантов Blue October и Стива Шильца из групп Longwave/Hurricane Bells.
Дебютный мини-альбом Miracle (EP) группа выпустила в октябре 2014 года. Спустя три года вышел трек Without. Группа записала полноценный альбом, который выпущен 11 декабря 2020 года.

## История группы
Участники Blue October Джастин Фёрстенфелд и Джереми Фёрстенфелд стали поклонниками группы «Longwave» после того, как увидели их выступление в г. Остин, Техас в 2003 году. Уже тогда в интервью они называли «Longwave» любимой группой, спустя годы продолжают включать их в число любимых музыкантов. Они крутили альбом The Strangest Things в гастрольном автобусе группы, а во время настройки инструментов перед концертами тура в поддержку альбома History for Sale ставили его публике, создав мощную фан-базу среди поклонников Blue October. С тех пор группы неоднократно гастролировали вместе.
Во время творческой паузы «Longwave» их вокалист Стив Шильц создал другую сольный проект "Hurricane Bells", который также гастролировал вместе с «Blue October». Музыкантов для живых выступлений у него не хватало, поэтому во время тура к нему присоединялись Джереми Фёрстенфелд и Райан Делахуси. Сам Стив поднимался на сцену во время исполнения песни «Blue October» "Into the Ocean".
В конце 2010 года «Blue October» покинул гитарист Си Би Хадсон и при записи нового альбома Any Man in America Стив Шильц был приглашен исполнить партии гитары. Одновременно Джастин Фёрстенфелд исполнил партии губной гармошки в новом альбоме «Hurricane Bells» Down Comes The Rain. В это же время Стив и Джереми начали работу над новыми песнями, разместившись в гостиной дома Джереми и музицируя там. Новый гитарист «Blue October» Джулиан Мандрейк не сошелся творческим потенциалом с группой и для записи следующего альбома Sway (альбом Blue October) Шильца вновь пригласили в студию.
В период 2011-2013 годов Стив и Джереми сочинили 11 песен и записали их дома у Джереми. Когда музыка была завершена, Стив вместе с Джастином написали тексты. Также в группу позвали Мэтта Новески и вместе они записали мини-альбом в начале 2014 года. Группа «Harvard of the South» исполнила первые концерты перед «Blue October» 21-22 марта 2014 года. Стив Шильц свел треки альбома летом 2014 года, мастерингом занимался Фред Кеворкян. В октябре ограниченным тиражом вышел мини-альбом Miracle (EP), который продавался на концертах.
Группа сыграла еще 10 концертов перед «Blue October» в ноябре 2014 года, а также 17 - в апреле-мае 2015 года. В мае 2015 года группа записала живое выступление в студии «Orb Studios» и выложила его в аккаунте группы на YouTube. Там был исполнен ранее неиздававшийся трек "Running". Группа также выступила перед 6 концертами «Blue October» в мае 2017 года. Тогда же вышла бесплатная песня Without (но в музыкальных сервисах трек появился лишь 5 июня 2020 года).
Записанный в 2014 году полноценный одноименный альбом группы вышел 11 декабря 2020 года.

## Участники
- Стив Шильц - вокал, гитара
- Фёрстенфелд, Джастин - вокал, гитара
- Фёрстенфелд, Джереми - ударные
- Новески, Мэтт - бас-гитара

## Дискография
- Miracle (EP) (2014)
- Harvard of the South LP (2020)